# Medijska pismenost
Medijska pismenost je skup gledišta koje u korištenju medija aktivno primjenjujemo da bismo protumačili značenje poruka koje primamo.
Unesko je prvi pokrenuo pitanje medijske pismenosti 70-tih godina 20-og vijeka. Deklaracija o medijskom obrazovanju potpisana je 1982. godine i tada je utvrđen osnovni koncept medijske pismenosti koji je utemeljen na ideji koja podrazumijeva komunikacijska prava koja proističu iz osnovnih ljudskih prava. U početku je to bila ideja da se djeca zaštite od negativnih sadržaja na internetu, ali je vremenom evoluirala u kritičku autonomiju prema medijskoj kulturi. Pojam medijske pismenosti definisan je na konferenciji o medijskoj pismenosti 1992. (National Leadership Conference on Media Literacy, 1992) kao "sposobnost pristupa, analize, vrednovanja i odašiljanja poruka posredstvom medija". Razvijena društva su, prema međunarodnim preporukama, uvela medijsko obrazovanje u školama.

## Definicija medijske pismenosti
Za savremenog čovjeka i savremeno društvo, društvo znanja, medijska pismenost je neophodna. Razvijene države su to na vrijeme shvatile i počele su sa medijskim obrazovanjem, dok na našim prostorima taj proces još nije započeo. Medijska pismenost je kompleksna i postoje brojne definicije o tome šta ona sve obuhvata, ali najčešće se definiše kao sposobnost da se pristupi, analizira, evaluira i proizvede poruka u različitim komunikacionim formama.
Pod medijskom pismenošću se podrazumijeva posjedovanje znanja kompjuterske i informatičke pismenosti zajedno. Kompjuterska pismenost podrazumijeva sposobnost upotrebe kompjutera prema zahtjevima prosječnog korisnika, a pod informatičkom pismenošću se smatra vještina i znanje da se pretražuje na internetu. Bez posjedovanja medijske pismenosti ne može se govoriti o profesionalnoj kompetenciji net novinara.

## Tri uporišta medijske pismenosti
Postoje tri uporišta medijske pismenosti. To su lični položaj, raspoloživo znanje i vještine. Ona su neophodna za stvaranje šireg stanovišta u pogledu medija. Lični položaj se odnosi na energiju i planove osobe. Raspoloživo znanje su sirovine koje se koriste, a vještina su pomagala osobe.

### Lični položaj
Lični položaj osobe čine ciljevi i želje. Ciljevi upravljaju izvršavanjem zadataka na obradi informacija. Što su ciljevi određeniji to je upravljanje odabirom informacija bolje. Što su želje za dobijanjem informacija jače, potrebno je više napora uložiti u ostvarenje svojih ciljeva. Ukoliko je položaj osobe slab tada ciljevi nisu jasno određeni, a želja nije jaka, tako da osoba neće biti uspješna u ostvarivanju kontrole nad medijima.

### Raspoloživo znanje
Raspoloživo znanje čine grupe organizovanih informacija u nečijoj svijesti i ono nije jednostavna gomila činjenica već se stvara brižljivim uklapanjem pojedinačnih informacija u cjelinu. Za to je potrebno posjedovati vještine koje se koriste za pretragu gomilu podataka da bi se pronašli oni koji su nama potrebni, a ostatak odbacili. Kada se odaberu potrebni podaci, uobličavaju se u informacije koje se postavljaju na odgovarajuća mjesta u strukturi znanja. Što je znanje kojim se raspolaže veće tada je veće i razumijevanje velikog broja poruka. Medijska pismenost zahtijeva solidno znanje iz pet oblasti: uticaja medija, sadržaja medija, medijske industrije, stvarnog svijeta i sopstvene ličnosti.

### Vještine
Vještine su pomoćna sredstva i stiču se kroz praksu. Kad je riječ o medijskoj pismenosti, najznačajnije vještine su analiza, procjena, grupisanje, indukcija, dedukcija, sinteza i apstrakcija.

## Tipologija medijske pismenosti
Medijska pismenost je neprekidan proces. Položaji na skali tog neprekidnog procesa se određuju na osnovu sposobnosti i znanja koji se koriste u svrhu ovladavanja razumijevanjem značenja. Postoje 8 faza na toj skali.
Najniža tri nivoa su faze kroz koje prolazimo kao mala djeca. Faza sticanja osnovnih pojmova odnosi se na prvu godinu života. Sticanje govornih sposobnosti u drugoj i trećoj godini,a sticanje narativnih vještina u periodu od treće do pete godine. Faza nastanka skepticizma javlja se u periodu od pete i devete godine života, a faza intenzivnog razvoja slijedi ubrzo nakon nje. Mnogi ljudi ostaju u ovoj fazi čitavog života, jer je u potpunosti funkcionalna, a ljudi u toj fazi osjećaju da dobijaju poruke kakve žele. Naredne tri faze mogu se smatrati višim jer zahtijevaju stalno korištenje viših sposobnosti. Ljudi u fazi istraživanja iskustava osjećaju da je njihovo korišćenje medija veoma usko i žele da primaju što veći broj poruka. Ljudi u fazi kritičkog ocjenjivanja smatraju sebe poznavaocima medija. Oni žele bolje poruke. U fazi društvene odgovornosti nalaze se uglavnom ljudi koji kritički ocjenjuju sve vrste medijskih poruka.

## Načela medijske pismenosti
S obzirom da je savremena tehnologija donijela nove mogućnosti u medijskoj industriji, to zahtijeva i dodatno opismenjavanje korisnika medija i medijskih sadržaja.
Osim tehnološkog medijskog opismenjavanja, savremeni koncept medijske pismenosti sadržava i slijedeća načela:
- Nije dovoljno u procese učenja uključiti samo najnovije medije
- Mediji nisu ni štetni ni korisni
- Roditeljima i nastavnicima treba medijska pismenost kako bi razumjeli djecu i pravilno ih odgojili
- Medijska pismenost, osim reflektivne razine, potiče i produktivnu razinu
- Države su u svojim medijskim, kulturnim i obrazovnim politikama dužne poštovati Konvenciju UN-a o pravima djece[7]

## Prednosti sticanja višeg nivoa medijske pismenosti
U čemu su prednosti sticanja višeg nivoa medijske pismenosti? Prvo, medijska pismenost jača želju za raznolikošću medijskih poruka. Drugo, uči druge ljude kako da programiraju sopstvene mentalne šifre. Treće, omogućuju im veću kontrolu nad medijima.

#### Želja za raznolikošću medijskih poruka
Mediji nude obilje mogućnosti (internet, televizija, novine). Sticanje medijske pismenosti zahtijeva veću zainteresovanost i upoznavanje sa širim opsegom poruka. U tom procesu možemo ustanoviti da mnoge od tih poruka nisu zanimljive niti korisne za nas, ali ćemo naići i na one korisne.

#### Veće samoprogramiranje mentalnih kodova
Svrha medijske pismenosti je da omogući pojedincima da imaju kontrolu nad programiranjem od medija. Pojedinac ne može mnogo da utiče na način na koji masovni mediji stvaraju poruke odnosno pojedinac nema veliki uticaj na to šta se nudi javnosti, ali može da stekne kontrolu nad načinom programiranja svijesti svrha medijske pismenosti je da ljudima omogući prebacivanje kontrole sa medija na sebe.

#### Veća kontrola nad medijima
Masovni mediji imaju veliku sposobnost da privuku pažnju i da utiču na to da se stalno koriste njihovi proizvodi. Sticanje medijske pismenosti može pomoći da se shvate različitost ciljeva između masovnih medija i korisnika njihovih proizvoda i da se krene drugim putem. Na taj način medijske poruke se koriste kao sredstvo za ostvarivanje sopstvenih ciljeva.

## Spoljašnje veze
- Novinarstvo
- Medijska kultura
- Kompjuterska pismenost